# Marcus Schmuck
Pour les articles homonymes, voir Schmuck.
Pas d'image ? Cliquez ici
Marcus Schmuck (né le 18 avril 1925 à Maria Alm en Autriche ; mort le 21 août 2005 à Salzbourg) était un alpiniste autrichien. Il a dirigé l'expédition autrichienne au Karakoram. Cette expédition a réussi le 9 juin 1957 la première ascension du Broad Peak (8 047 mètres) dans l'actuel Pakistan.

## Biographie
Marcus Schmuck est connu pour avoir réussi plusieurs premières ascensions des plus hautes montagnes du monde. En 56 ans d'alpinisme, il a dirigé 74 expéditions; à l'âge de quatre-vingt ans il était encore un alpiniste actif.
L'expédition au Karakoram est restée dans les mémoires. Avec l'ascension du Broad Peak a été en effet réalisée pour la première fois une ascension d'un sommet de plus de  8 000 mètres en style alpin c'est-à-dire sans oxygène, sans Sherpas et sans camp de base. Le Broad Peak, au douzième rang des montagnes les plus hautes du monde, à proximité immédiate du K2 avait été exploré intensivement en 1934 par l'expédition internationale  „Dyhrenfurthsch“ et alors classée comme inaccessible en raison de son escarpement. Tous les participants, Fritz Wintersteller, Hermann Buhl, Kurt Diemberger et le chef de l'expédition Marcus Schmuck ont atteint le sommet le même jour.
Marcus Schmuck a jusqu'à sa mort pris soin de sa femme qui était dans le coma. Il est mort chez lui d'un infarctus.

## Premières ascensions réalisées par Marcus Schmuck
- Nördlicher Mandlkopf, paroi sud-ouest, V (1946)
- Wildalmkirchl, paroi sud, V+ (1948)
- Fleischbank, voie directe par la cheminée orientale (Schmuckkamin), VI (1949)
- Sommerstein, paroi ouest, première hivernale
- Birnhorn, paroi sud, première hivernale (1953)
- Snökuppelen, paroi nord, IV (1955)
- Falkenstein, arête sud-est, III
- Westbyfijell, paroi sud, III et arête sud-est, II
- Face ouest des Drus, sixième ascension (temps record en 1 jour et demi) (1956)
- Bischofsmütze Voie nord directe, VI+
- Broad Peak 8 047 m le 9 juin 1957
- Skil Brum 7 360 m le 19 juin 1957
- Hoggar Denachnet 2 690 m, arête est (1959)
- Koh i Sayoz 6 920 m (1963)
- Koh i Shogordok 6 855 m
- Darban Zom 7 220 m (1965)
- Wildalmkirchl, paroi sud
- Mustagh Ata 7 546 m, troisième ascension, nouvelle voie (1982)